# مک کانه
مک کانه (انگلیسی: Mac Cone؛ زادهٔ ۲۳ اوت ۱۹۵۲) ورزشکار اهل کانادا است.
وی در مسابقات کشوری و بین‌المللی در مجموع برندهٔ ۱ مدال نقره شده‌است.